# 露西娅·西里亚特

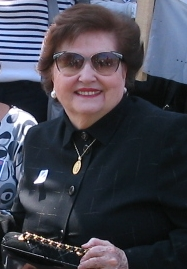
露西娅·西里亚特，2017年

玛丽亚·露西娅·西里亚特·罗德里格斯（西班牙语：María Lucía Hiriart Rodríguez，1922年12月10日—2021年12月16日），智利前第一夫人，奥古斯托·皮诺切特总统的妻子。

## 人物生平
1922年12月10日，露西娅出生于智利的安托法加斯塔，其父奥斯瓦尔多·西里亚特（Osvaldo Hiriart）曾在1943年—1944年任内政部长。
1941年，露西娅同智利军官奥古斯托·皮诺切特相遇，两人在1943年正式结婚，成为夫妻。
1973年9月11日，皮诺切特发动军事政变，成为智利的最高统治者，露西娅也随之成为第一夫人。
1990年3月11日，皮诺切特卸任，露西娅作为第一夫人的生涯随之结束。
晚年的露西娅很少出席公共活动，曾多次遭受指控。
2021年12月16日，露西娅在圣地亚哥因病逝世。